# Джексон, Тиффани
Тиффани Джексон (англ. Tiffany Jackson; в замужестве Джонс (англ. Jones); 26 апреля 1985, Лонгвью, штат Техас, США — 3 октября 2022) — американская профессиональная баскетболистка, выступала в женской национальной баскетбольной ассоциации. Она была выбрана на драфте ВНБА 2007 года в первом раунде под общим пятым номером клубом «Нью-Йорк Либерти». Играла в амплуа тяжёлого форварда. После окончания спортивной карьеры вошла в тренерский штаб родной студенческой команды «Техас Лонгхорнс», в которой отработала лишь один сезон.

## Ранние годы
Тиффани родилась 26 апреля 1985 года в городе Лонгвью (Техас) в семье Маркеса Джексона и Жозефины Хаднот, а училась в пригороде Далласа, городе Данканвилл, в одноимённой средней школе, в которой выступала за местную баскетбольную команду.